# Cassipourea euryoides
Cassipourea euryoides är en tvåhjärtbladig växtart som beskrevs av Arthur Hugh Garfit Alston. Cassipourea euryoides ingår i släktet Cassipourea, och familjen Rhizophoraceae. Inga underarter finns listade i Catalogue of Life.